# Petter (Rapper)

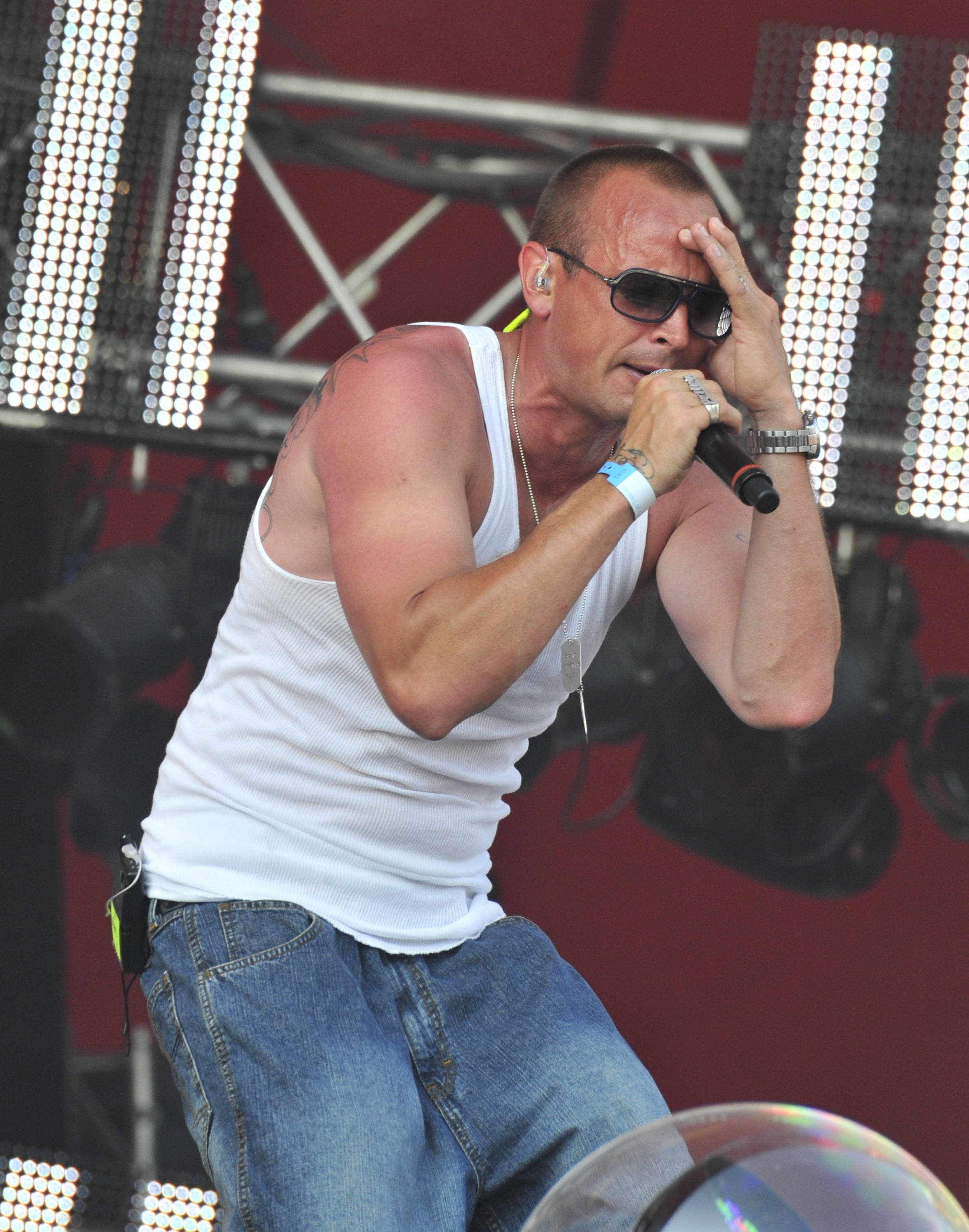
Petter Askergren (2009)

Petter Alexis Askergren (* 25. Mai 1974), bekannt als Petter, ist ein schwedischer Rapper aus Stockholm.

## Karriere
Der auf Schwedisch rappende Petter hatte sein Debüt 1998 mit dem Album Mitt sjätte sinne („Mein sechster Sinn“), welches als Auslöser der schwedischen Hip-Hop-Welle in den späten 1990er Jahren und frühen 2000ern gesehen werden kann. Sowohl die erste Single Vinden har vänt als auch das Album kamen in die Top 10 und erreichten Gold-Status. Mit dem zweiten Album Bananrepubliken stieg er ein Jahr später auf Platz eins ein und bekam Platin, ebenso wie für die Albumsingle Saker & ting, die auf Platz zwei der Singlecharts kam. Das Album konnte sich sogar im Nachbarland Norwegen platzieren. Das Nachfolgealbum Petter konnte 2001 die Erwartungen nicht ganz erfüllen und erreichte keine Top-10-Platzierungen, wurde aber immerhin wieder mit Gold ausgezeichnet.
Die nächsten beiden Alben Ronin (2004) und P (2006) erreichten zwar bessere Platzierungen – P war sein zweites Nummer-eins-Album –, erreichten aber nicht die vorherigen Verkaufszahlen. Die Single Det går bra nu war noch ein größerer Erfolg und erreichte Platz 3. Daneben rappte er zusammen mit Mange Schmidt bei dessen Nummer-2-Hit Giftig. Mit den nächsten beiden Studioalben God Damn It und En räddare i nöden konnte Petter seine Position als etablierter Chartinterpret unterstreichen.
2010 gehörte er dann zu den ersten sieben Teilnehmern von Så mycket bättre, der schwedischen Ausgabe von Sing meinen Song – Das Tauschkonzert. Höhepunkt der ersten Staffel war die Interpretation seines Hits Mikrofonkåt durch die Sängerin September. Ihre Version wurde danach ein Nummer-eins-Hit und hielt sich 11 Wochen an der Spitze der Charts. Auch Petter selbst konnte mit drei Coverversionen in die schwedischen Charts einsteigen.
Nach der Fernsehsendung veröffentlichte er das Album Samlar ut den, das seine sechs Serienbeiträge enthielt sowie vier Duette, von denen zwei zuvor als Single erschienen waren. Mit Längesen zusammen mit Veronica Maggio und Bäksmalla mit September waren zwei seiner insgesamt drei Lieder enthalten, die Platinstatus erreichten. Bäksmalla erreichte ebenso wie das Album Platz 3 der Charts.
Zwei Jahre später war Petter in einer weiteren Fernsehsendung vertreten: In der einzigen Ausgabe von The Voice Sverige war er einer der vier Juroren. Erst im Jahr darauf gab es eine weitere Veröffentlichung von ihm. Das Album Början på allt erschien 2013 und er bekam dafür nach zwölf Jahren wieder eine Goldene Schallplatte für ein Album. Jedoch blieb er diesmal ohne Singleerfolge.
Petter besitzt eine Plattenfirma namens Bananrepubliken (Die Bananenrepublik) und studierte auch eine Weile Kunstgeschichte an der Universität von Uppsala.
Er hat zusammen mit seiner Frau Mikaela zwei Kinder.

## Diskografie

### Alben
| Jahr | Titel                               | Höchstplatzierung, Gesamtwochen, AuszeichnungChartsChartplatzierungen (Jahr, Titel, Platzierungen, Wochen, Auszeichnungen, Anmerkungen) | Anmerkungen                                                                                                |
| Jahr | Titel                               | SE | Anmerkungen                                                                                                |
| ---- | ----------------------------------- | --- | --- |
| 1998 | Mitt sjätte sinne                   | SE5 Gold · (20 Wo.)SE | Erstveröffentlichung: 26. August 1998                                                                      |
| 1999 | Bananrepubliken                     | SE1 Platin · (35 Wo.)SE | Erstveröffentlichung: 15. November 1999                                                                    |
| 2001 | Petter                              | SE16 Gold · (8 Wo.)SE | Erstveröffentlichung: 30. November 2001                                                                    |
| 2004 | Ronin                               | SE5 (17 Wo.)SE | Erstveröffentlichung: 28. April 2004                                                                       |
| 2006 | P                                   | SE1 (5 Wo.)SE | |
| 2007 | God Damn It                         | SE12 (8 Wo.)SE | |
| 2008 | X – Greatest Hits                   | SE31 (7 Wo.)SE | Erstveröffentlichung: 3. Dezember 2008 Kompilation                                                         |
| 2010 | En räddare i nöden                  | SE11 (5 Wo.)SE | Erstveröffentlichung: 7. April 2010                                                                        |
| 2010 | Samlar ut den                       | SE3 (11 Wo.)SE | Erstveröffentlichung: 27. Dezember 2010 Kompilation                                                        |
| 2013 | Början på allt                      | SE5 Gold · (16 Wo.)SE | Erstveröffentlichung: 3. April 2013                                                                        |
| 2013 | Mitt sjätte sinne (Jubileumsutgåva) | SE29 (2 Wo.)SE | Wiederveröffentlichung seines Debütalbums zum 15-jährigen Jubiläum ergänzt um weitere Aufnahmen und Remixe |
| 2015 | Mitt folk                           | SE12 (26 Wo.)SE | Erstveröffentlichung: 18. September 2015                                                                   |
| 2016 | Skeppsholmen                        | SE3 (32 Wo.)SE | Erstveröffentlichung: 28. Oktober 2016                                                                     |
| 2018 | Lev nu                              | SE6 (14 Wo.)SE | Erstveröffentlichung: 15. Juni 2016                                                                        |
| 2018 | 9818                                | SE17 (3 Wo.)SE | Erstveröffentlichung: 26. August 2018                                                                      |
| 2018 | Dö sen                              | SE9 (2 Wo.)SE | Erstveröffentlichung: 30. November 2018                                                                    |
| 2020 | Varholmsgatan                       | SE24 (1 Wo.)SE | Erstveröffentlichung: 12. Juni 2020                                                                        |
| 2022 | Hälsa Stockholm                     | SE34 (1 Wo.)SE | Erstveröffentlichung: 21. Oktober 2022                                                                     |
| 2023 | Vart trött sen 98                   | SE14 (2 Wo.)SE | Erstveröffentlichung: 15. September 2023                                                                   |

### EPs
- 2019: Så mycket bättre – Tolkningarna

### Singles
| Jahr | Titel Album                                     | Höchstplatzierung, Gesamtwochen, AuszeichnungChartsChartplatzierungen (Jahr, Titel, Album, Platzierungen, Wochen, Auszeichnungen, Anmerkungen) | Anmerkungen                                                       |
| Jahr | Titel Album                                     | SE | Anmerkungen                                                       |
| --- | ----------------------------------------------- | --- | ----------------------------------------------------------------- |
| 1998 | Vinden har vänt Mitt sjätte sinne               | SE6 Gold · (25 Wo.)SE |                                                                   |
| 1998 | Du vet att jag gråter –                         | SE51 (7 Wo.)SE | mit Kaah                                                          |
| 1999 | Mikrofonkåt Mitt sjätte sinne                   | SE53 (3 Wo.)SE |                                                                   |
| 1999 | Saker & ting Bananrepubliken                    | SE2 Platin · (19 Wo.)SE | feat. Eye N’i                                                     |
| 2000 | Så klart! Bananrepubliken                       | SE6 Gold · (20 Wo.)SE | feat. Eye N’i                                                     |
| 2000 | Rulla med oss Bananrepubliken                   | SE34 (6 Wo.)SE | feat. Timbuktu, Peewee & Eye N’i                                  |
| 2001 | Tar det tillbaka Petter                         | SE13 (13 Wo.)SE |                                                                   |
| 2002 | Eye yo Petter                                   | SE35 (7 Wo.)SE | feat. Adl                                                         |
| 2004 | Fredrik Snortare & Cecilia Synd Ronin           | SE11 (12 Wo.)SE |                                                                   |
| 2004 | Repa skivan Ronin                               | SE28 (11 Wo.)SE |                                                                   |
| 2006 | Det går bra nu P                                | SE3 Gold · (15 Wo.)SE |                                                                   |
| 2007 | God Damn It!                                    | SE14 (9 Wo.)SE |                                                                   |
| 2007 | Logiskt God Damn It!                            | SE10 Gold · (15 Wo.)SE | feat. Säkert                                                      |
| 2010 | Gör min dag En räddare i nöden                  | SE47 (4 Wo.)SE | Erstveröffentlichung: 28. Juni 2010 feat. Magnus Carlson          |
| 2010 | Stockholm i mitt hjärta Samlar ut den           | SE9 (15 Wo.)SE | Original: Lasse Berghagen (1995) Beitrag zu Så mycket bättre      |
| 2010 | Dansa din djävul Samlar ut den                  | SE33 (2 Wo.)SE | Original: Thomas di Leva (1988) Beitrag zu Så mycket bättre       |
| 2010 | En tuff brud i lyxförpackning Samlar ut den     | SE24 (4 Wo.)SE | Original: Lill-Babs (1961) Beitrag zu Så mycket bättre            |
| 2011 | Längesen En räddare i nöden                     | SE2 ×6Sechsfachplatin · (51 Wo.)SE | Erstveröffentlichung: 13. April 2011 mit Veronica Maggio          |
| 2011 | Baksmälla Samlar ut den                         | SE3 Platin · (25 Wo.)SE | Erstveröffentlichung: 7. Dezember 2011 mit September              |
| 2013 | Håll om mig –                                   | SE25 Platin · (21 Wo.)SE | Erstveröffentlichung: 16. Januar 2013 mit Daniel Adams-Ray        |
| 2015 | Kul på vägen Mitt folk                          | SE67 Gold · (4 Wo.)SE | Erstveröffentlichung: 24. April 2015 feat. Sam-E & Sara Zacharias |
| 2015 | Vi är Mitt folk                                 | SE68 Gold · (4 Wo.)SE | Erstveröffentlichung: 28. August 2015                             |
| 2016 | Pris på mitt huvud Mitt folk                    | SE75 (1 Wo.)SE | Erstveröffentlichung: 8. Januar 2016 feat. Daniel Adams-Ray       |
| 2016 | Se på mig nu Skeppsholmen                       | SE5 Platin · (31 Wo.)SE | Erstveröffentlichung: 23. September 2016 feat. Linnea Henriksson  |
| 2018 | Toppen av ett berg Dö sen                       | SE5 Platin · (20 Wo.)SE | Erstveröffentlichung: 12. Januar 2018 feat. Madi Banja            |
| 2018 | En grej i taget Dö sen                          | SE97 (1 Wo.)SE | Erstveröffentlichung: 23. März 2018 mit Mapei & MagnusTheMagnus   |
| 2018 | Regnet Dö sen                                   | SE29 (8 Wo.)SE | Erstveröffentlichung: 25. Mai 2018 feat. Molly Sandén & Sami      |
| 2019 | Kung för en dag Så mycket bättre - Tolkningarna | SE23 (6 Wo.)SE | Erstveröffentlichung: 19. Oktober 2019 feat. Magnus Uggla         |
| 2019 | Stockholm Så mycket bättre - Tolkningarna       | SE42 (4 Wo.)SE | Erstveröffentlichung: 26. Oktober 2019 feat. Tjuvjakt             |
| 2019 | Sanningen Så mycket bättre - Tolkningarna       | SE31 (4 Wo.)SE | Erstveröffentlichung: 2. November 2019 feat. Linnea Henriksson    |
| 2019 | Jag lovar Så mycket bättre - Tolkningarna       | SE29 (3 Wo.)SE | Erstveröffentlichung: 16. November 2019 feat. Linnea Henriksson   |
| 2020 | Astronaut –                                     | SE82 (1 Wo.)SE | Erstveröffentlichung: 7. Februar 2020 feat. Oblx                  |
| 2020 | Astronaut –                                     | SE37 (1 Wo.)SE | Erstveröffentlichung: 3. April 2020 feat. Maja Francis            |
| 2020 | Dom får mig aldrig levande Varholmsgatan        | SE35 (2 Wo.)SE | Erstveröffentlichung: 1. Mai 2020 feat. Thomas Stenström          |
| 2021 | Bara för bra –                                  | SE37 Gold · (7 Wo.)SE | Erstveröffentlichung: 26. März 2021 feat. Myra Granberg           |
| 2021 | Förutom dig –                                   | SE57 (1 Wo.)SE | Erstveröffentlichung: 4. Juni 2021                                |
| 2022 | Komma över dig Hälsa Stockholm                  | SE23 (3 Wo.)SE | Erstveröffentlichung: 6. Mai 2022 feat. Benjamin Ingrosso         |
| 2023 | Tar det tillbaka igen Vart trött sen 98         | SE26 (3 Wo.)SE | Erstveröffentlichung: 18. August 2023 mit Adaam                   |
| 2025 | Thug –                                          | SE16 (8 Wo.)SE | Erstveröffentlichung: 4. April 2025 feat. Adaam                   |
| 2025 | Vinnare –                                       | SE65 (1 Wo.)SE | Erstveröffentlichung: 13. Juni 2025 mit Estraden                  |
| Folgende Lieder erschienen nicht als Single, wurden aber durch das Album zum Download und Streaming bereitgestellt und konnten somit eine Platzierung erlangen: |                                                 | |                                                                   |
| |                                                 | |                                                                   |
| 2018 | Lev nu dö sen Dö sen                            | SE39 (7 Wo.)SE | feat. Vargas & Lagola                                             |
| 2018 | Ikväll Dö sen                                   | SE71 (1 Wo.)SE | feat. Ana Diaz                                                    |
| 2023 | Längesen - Epilog Vart trött sen 98             | SE28 (3 Wo.)SE |                                                                   |

Weitere Singles
- 2009: För alla dom (Peter, Ison & Fille och Mogge)

### Gastbeiträge
| Jahr | Titel Album             | Höchstplatzierung, Gesamtwochen, AuszeichnungChartsChartplatzierungen (Jahr, Titel, Album, Platzierungen, Wochen, Auszeichnungen, Anmerkungen) | Anmerkungen                   |
| Jahr | Titel Album             | SE | Anmerkungen                   |
| ---- | ----------------------- | --- | ----------------------------- |
| 2000 | Städer när jag blöder – | SE30 (4 Wo.)SE | Saska feat. Thåström / Petter |
| 2001 | Vill ha –               | SE38 (2 Wo.)SE | Feven feat. Petter            |
| 2007 | Giftig –                | SE2 Platin · (19 Wo.)SE | Mange Schmidt feat. Petter    |